# Subdivisões da Mongólia
A Mongólia está dividida em 21 províncias (aymguud em mongol; singular aymag ou aimag), e a sua definição data do tempo do domínio da dinastia Qing sobre a Mongólia Exterior. Este sistema permaneceu mesmo após a Mongólia ter se tornado independente da China.
A capital do país, Ulan Bator, onde reside quase metade da população do país, é um município (hot em mongol) com governo independente da província de Tov.
As províncias estão subdivididas em distritos (em mongol: soums, sooms ou sums). Existem atualmente 330 soums na Mongólia. O município de Ulan Bator se divide em nove distritos urbanos (em mongol:  düüreg, дүүрэг). No menor nível administrativo, a Mongólia está subdividida em bags (rural) e horoos (urbano).
A tabela abaixo relaciona as províncias da Mongólia e o município de Ulan Bator.  O código ISO indicado corresponde ao ISO 3166-2:MN: códigos das subdivisões da Mongólia.

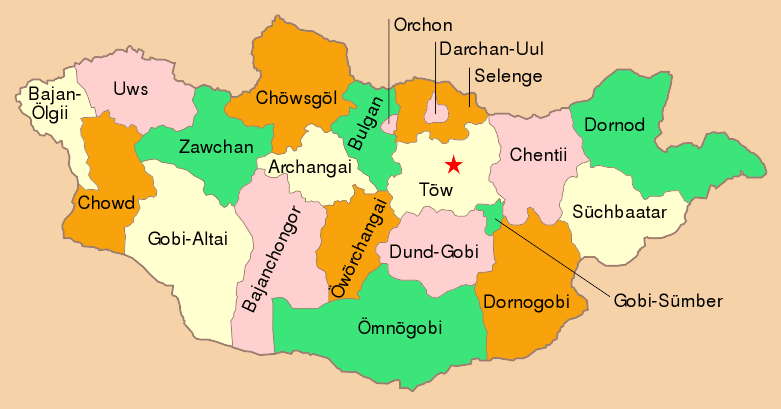
Províncias da Mongólia

| Província                | ISO 3166-2:MN | Capital     | Área (km²)   | População (Censo de 2010) | Dens. (hab./km²) |
| ------------------------ | ------------- | ----------- | ------------ | ------------------------- | ---------------- |
| Arhangay                 | MN-073        | Tsetserleg  | 55.313,82    | 84.583                    | 1,53             |
| Bayan-Ölgiy              | MN-069        | Ölgiy       | 45.704,89    | 88.056                    | 1,93             |
| Bayanhongor              | MN-071        | Bayanhongor | 115.977,80   | 76.085                    | 0,66             |
| Bulgan                   | MN-067        | Bulgan      | 48.733,00    | 53.653                    | 1,10             |
| Darhan-Uul               | MN-037        | Darhan      | 3.275,00     | 94.620                    | 28,89            |
| Dornod                   | MN-061        | Choybalsan  | 123.597,40   | 69.552                    | 0,56             |
| Dornogovĭ                | MN-063        | Saynshand   | 109.472,30   | 58.612                    | 0,54             |
| Dundgovĭ                 | MN-059        | Mandalgovĭ  | 74.690,32    | 38.820                    | 0,52             |
| Govĭ-Altay               | MN-065        | Altay       | 141.447,70   | 53.591                    | 0,38             |
| Govĭsümber               | MN-064        | Choyr       | 5.541,80     | 13.239                    | 2,39             |
| Hentiy                   | MN-039        | Öndörhaan   | 80.325,08    | 65.811                    | 0,82             |
| Hovd                     | MN-043        | Hovd        | 76.060,38    | 76.869                    | 1,01             |
| Hövsgöl                  | MN-041        | Mörön       | 100.628,80   | 114.924                   | 1,14             |
| Ömnögovĭ                 | MN-053        | Dalanzadgad | 165.380,50   | 61.314                    | 0,37             |
| Orhon                    | MN-035        | Erdenet     | 844,00       | 90.699                    | 107,46           |
| Övörhangay               | MN-055        | Arvayheer   | 62.895,33    | 101.314                   | 1,61             |
| Selenge                  | MN-049        | Sühbaatar   | 41.152,63    | 97.584                    | 2,37             |
| Sühbaatar                | MN-051        | Baruun-Urt  | 82.287,15    | 51.334                    | 0,62             |
| Töv                      | MN-047        | Zuunmod     | 74.042,37    | 85.168                    | 1,15             |
| Ulan Bator (Ulaanbaatar) | MN-1          | Ulan Bator  | 4.704,40     | 1.240.048                 | 263,59           |
| Uvs                      | MN-046        | Ulaangom    | 69.585,39    | 73.328                    | 1,05             |
| Zavhan                   | MN-057        | Uliastay    | 82.455,66    | 65.481                    | 0,79             |
| Totais                   |               |             | 1.564.115,71 | 2.754.685                 | 1,76             |